# 后坪镇 (保康县)
后坪镇，是中华人民共和国湖北省襄阳市保康县下辖的一个乡镇级行政单位。

## 行政区划
后坪镇下辖以下地区：
车峰坪村、前坪村、后坪村、洪家院村、汪家沟村、蜡烛山村、兴隆坡村、詹家坡村、三岔村、堰塘冲村、高碑村、九池村和分水岭村。